# Potosí (Kolumbia)
Potosí – miasto w Kolumbii, w departamencie Nariño.